# Bassam Dâassi
Bassam Dâassi (13 settembre 1980) è un ex calciatore tunisino, di ruolo attaccante.